# Ліса Москоні
Ліса Москоні  (англ. Lisa Mosconi) — доктор філософії, заступник директора Клініки профілактики хвороби Альцгеймера при Медичному коледжі Вейл Корнелл (Нью-Йорк), доцент наук з області неврології та радіології. Також є ад'юнкт-викладачем факультету психіатрії Нью-Йоркського університету медицини, Департаменту харчування в Школі харчування та суспільної охорони здоров'я Нью-Йоркського університету імені Стейнхардта.
Ліса Москоні має ступінь доктора наук в галузі неврології та ядерної медицини, та є сертифікованим фахівцем в області комплексного харчування й охорони здоров'я. Її дослідження з раннього виявлення хвороби Альцгеймера добре відомі в США та далеко за межами країни. Виявляючи пацієнтів, що входять до групи ризику, вона має на меті використовувати методи візуалізації мозку, такі як позитронно-емісійна томографія (ПЕТ) і магнітно-резонансна томографія (МРТ). Наразі вивчає питання зниження ризику втрати пам'яті від хвороби Альцгеймера, та її запобігання у взаємозалежності із дієтою, правильним харчуванням, розвитком фізичної та розумової працездатності.

## Публікації
Доктор Москоні опублікувала понад 100 статей у престижних медичних журналах, в тому числі в «Nature Medicine», Працях Національної академії наук США, виданні Медичної асоціації та Британського медичного журналу; має кілька власних розділів у наукових книгах, в тому числі «Mapping the Aging Brain» (видавництво Оксфордського університету), «Brain Imaging: Translation Tools for the Discovery, Development and Treatment of Drugs in the CNS» та «New Encyclopedia of Neurobiology» (видавництво Elsevier).
Праці Москоні представлені в більш, ніж 80 міжнародних конференціях, в ході яких були опубліковані прес-релізи, присвячені теле- та радіомережам всього світу (CNN, CBS, NBC, Today Show, Doctors show і т.д.). Вона друкувалась в таких ЗМІ, як «Associated Press. Reuters», «New York Times», «Washington Post», «Forbes», «The Wall Street Journal», «Bloomberg», «Psychology Today».
У 2018 році доктор Москоні опублікувала книгу «Brain Food: the Surprising Science of Eating for Cognitive Power» (укр. «Їжа для мозку. Наука розумного харчування»), що є результатом багаторічних досліджень доктора людей, схильних до розвитку хвороби Альцгеймера. Доктор Москоні пропонує унікальну методику подолання та запобігання недуги, що базується на здоровому харчуванні та способі життя.

## Нагороди
За свою кар'єру Москоні отримала кілька стипендій, федеральних та не федеральних грантів, а також численні приватні пожертвування для підтримки своїх досліджень. Серед наукових нагород: премія «Молодий дослідник в області нейронаук» (Товариство ядерної медицини), другий Приз за кращу роботу в області клінічних досліджень (Springer, Товариство ядерної медицини, Європейська асоціація ядерної медицини) та дві нагороди «Найбільш цитована доповідь року» (Springer та Європейська асоціація ядерної медицини).

## Переклад українською
- Ліса Москоні. Їжа для мозку. Наука розумного харчування / пер. Валерія Глінка. — К.: Наш Формат, 2019. — 336 с. — ISBN 978-617-7682-24-9.